# Château-ferme de Crupet
Le château de Crupet est un château de plaine belge situé en Wallonie dans le village de Crupet, section de la commune de Assesse en province de Namur. 

## Historique
Son origine remonte au XIe ou XIIe siècle suivant certains auteurs mais plus vraisemblablement à la première moitié du XIIIe siècle si l’on se réfère à son architecture. La seigneurie de Crupet est mentionnée dès 1278, tandis que la première mention d’une bâtisse («mannoir de Cripeit») date de 1304.
À l’origine on ne trouve sur le site qu’une puissante tour entourée de profondes douves appartenant au comte de Luxembourg à laquelle viennent très vite s’adjoindre d’autres constructions.
Au XIVe siècle, le domaine fortifié est cédé au prince-évêque de Liège. En 1549, il passe à la famille Carondelet qui ajoute au donjon un étage en encorbellement couvert d’un toit de forme pyramidale. Ensuite, elle construit les bâtiments formant basse-cour et transforme les lieux en château-ferme.
En 1629 ou 1667 selon les sources, la propriété passe à la maison de Merode ; par héritage et par mariage, la demeure échoit ensuite au comte de Thiennes puis au marquis de la Boëssière. Longtemps laissé à l’abandon, le château est racheté en 1925 par l’architecte Adrien Blomme qui l’aménage pour le rendre plus habitable. Le château de Crupet est toujours occupé par la descendance d’A. Blomme.

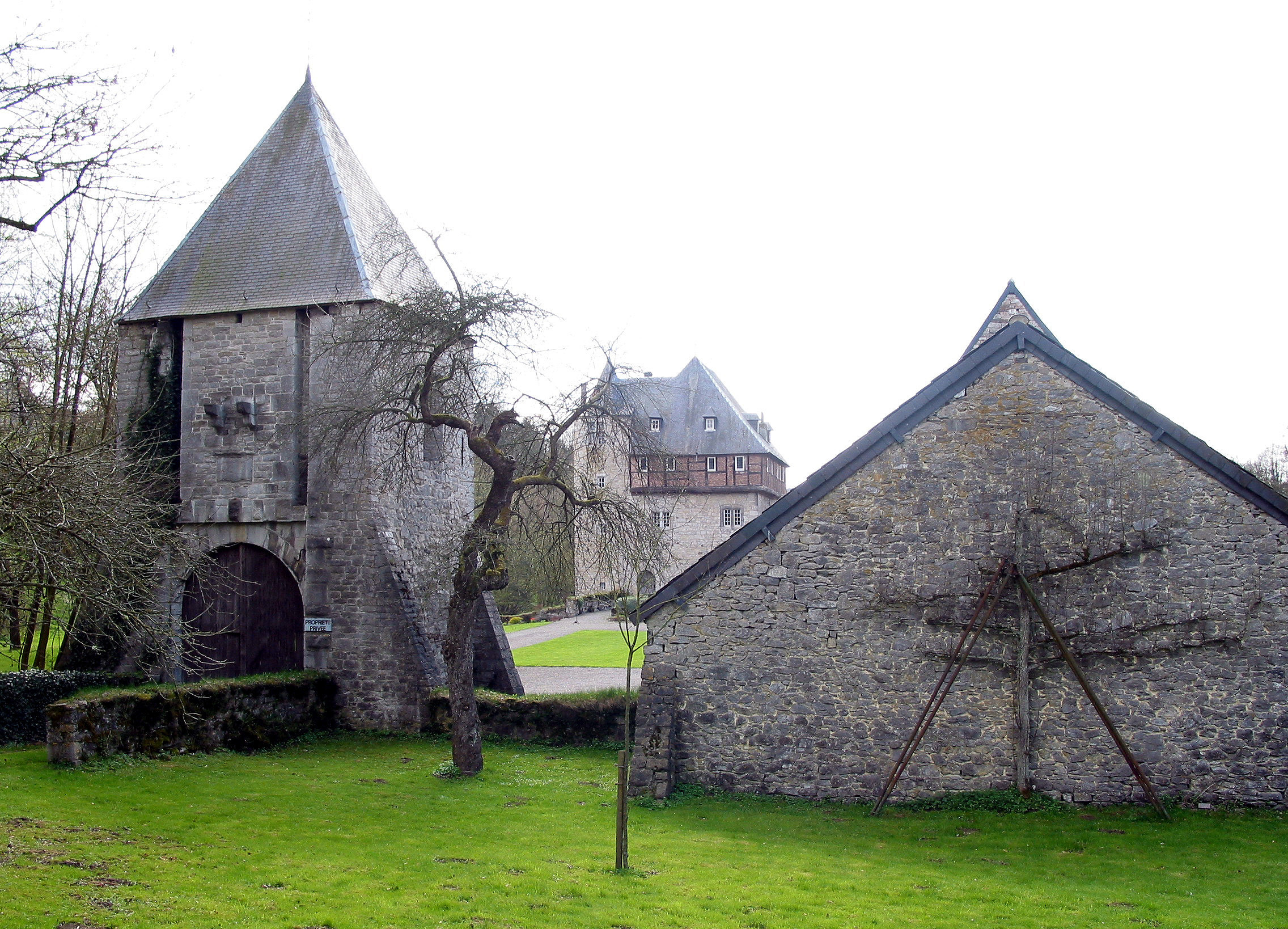
Le château-ferme.